# Satz von Church-Rosser
Das Church-Rosser-Theorem (bewiesen im Jahr 1936 von Alonzo Church und John Barkley Rosser) ist ein wichtiges Resultat aus der Theorie des Lambda-Kalküls. Eine Konsequenz dieses Theorems ist, dass jeder Term des Lambda-Kalküls höchstens eine Normalform besitzt. Das Church-Rosser-Theorem lässt Verallgemeinerungen auf abstrakte Reduktionssysteme zu.

## Die Aussage des Theorems
Das Church-Rosser-Theorem besagt folgendes: Wenn zwei unterschiedliche Terme a und b äquivalent sind, d. h. mit Reduktionsschritten beliebiger Richtung ineinander transformiert werden können, dann gibt es einen weiteren Term c, zu dem sowohl a als auch b reduziert werden können.

## Formale Definitionen
Sei {\displaystyle \rightarrow } die Reduktionsrelation im Lambda-Kalkül; d. h. die Relation, die durch die {\displaystyle \alpha }–,{\displaystyle \beta }– und {\displaystyle \eta }− Konversionen definiert wird. Hierdurch wird der Lambda-Kalkül zu einem Spezialfall eines Reduktionssystems; speziell eines Termersetzungssystems.
{\displaystyle {\stackrel {*}{\rightarrow }}} ist die transitive Hülle von {\displaystyle \rightarrow \cup =} (der Vereinigung der Relation {\displaystyle \rightarrow } mit der Identitätrelation), d. h. {\displaystyle {\stackrel {*}{\rightarrow }}} ist die kleinste Quasiordnung (reflexive und transitive Relation), die {\displaystyle \rightarrow } enthält. Sie ist auch die reflexive und transitive Hülle von {\displaystyle \rightarrow }.
{\displaystyle \leftrightarrow } ist {\displaystyle \rightarrow \cup \rightarrow ^{-1}}, d. h. die Vereinigung der Relation {\displaystyle \rightarrow } mit ihrer inversen Relation; {\displaystyle \leftrightarrow } wird auch als symmetrische Hülle von {\displaystyle \rightarrow } bezeichnet. {\displaystyle {\stackrel {*}{\leftrightarrow }}} ist die transitive Hülle von {\displaystyle \leftrightarrow }.
Das Church-Rosser-Theorem lässt sich dann wie folgt formulieren:
Theorem (Church-Rosser): Seien {\displaystyle a} und {\displaystyle b} zwei Terme im Lambda-Kalkül und
{\displaystyle a{\stackrel {*}{\leftrightarrow }}b},
dann existiert ein Term {\displaystyle c} mit
{\displaystyle a{\xrightarrow {*}}c}
und
{\displaystyle b{\xrightarrow {*}}c}.

## Church-Rosser-Eigenschaft und Konfluenz
In abstrakten Reduktionssystemen wird die Church-Rosser-Eigenschaft wie folgt definiert:
Definition: Die Reduktionsrelation {\displaystyle \rightarrow } heißt „Church-Rosser“ (oder „besitzt die Church-Rosser-Eigenschaft“), wenn für alle Terme a und b gilt: Aus
{\displaystyle a{\stackrel {*}{\leftrightarrow }}b},
folgt, dass ein Term {\displaystyle c} existiert mit
{\displaystyle a{\xrightarrow {*}}c}
und
{\displaystyle b{\xrightarrow {*}}c}.
Von Bedeutung ist auch die folgende Definition der Konfluenz:
Definition (s. Bild rechts zur Illustration): Ein Reduktionssystem heißt konfluent, wenn es zu drei Termen a, b und c mit
{\displaystyle a{\xrightarrow {*}}b,a{\xrightarrow {*}}c}
einen Term d gibt mit
{\displaystyle b{\xrightarrow {*}}d}
und
{\displaystyle c{\xrightarrow {*}}d}.
Satz. In einem abstrakten Reduktionssystem (ARS) sind die folgenden Bedingungen äquivalent: (i) Das System hat die Church-Rosser-Eigenschaft, (ii) es ist konfluent.
Folgerung. Wenn in einem konfluenten ARS {\displaystyle x{\stackrel {*}{\leftrightarrow }}y} gilt, dann
- wenn x und y Normalformen sind, dann gilt x = y,
- wenn y eine Normalform ist, dann ist {\displaystyle x{\stackrel {*}{\rightarrow }}y}.